# Mikołaj (Ba‘albaki)
Mikołaj, imię świeckie Ghassan Ba‘albaki (ur. 1957 w Damaszku) – syryjski biskup prawosławny.

## Życiorys
Po ukończeniu szkoły średniej rozpoczął studia medyczne na Uniwersytecie Damasceńskim, które ukończył w 1980 r. Na tej samej uczelni specjalizował się w dziedzinie chirurgii ogólnej, uzyskując w 1984 r. stopień doktora.
8 listopada 1985 r. patriarcha Ignacy IV udzielił mu święceń diakonatu. W 1986 r. został wyświęcony na kapłana. W 1989 r. otrzymał godność archimandryty.
Od początku swej służby kapłańskiej pracował w różnych parafiach Damaszku, kładąc przede wszystkim nacisk na działalność wśród młodzieży. Zakładał również we wszystkich cerkwiach siestriczestwa (żeńskie stowarzyszenia), w celu większego zaangażowania kobiet w działania cerkiewne. Później założył w Damaszku Bractwo Świętego Krzyża, z myślą o prawosławnych rodzinach.
W latach 1993–1998 studiował teologię prawosławną na Uniwersytecie Balamand. W 2001 r. został dyrektorem szpitala Patriarchatu Antiocheńskiego Al-Hosn w miejscowości Al-Hałasz (w muhafazie Himsu), zamieszkałej w większości przez prawosławnych. 10 lipca 2011 r. wyświęcony na biskupa bludańskiego, wikariusza metropolii Damaszku. W 2013 r. został sędzią Sądu Duchownego pierwszej instancji metropolii Damaszku.
Po śmierci metropolity Eliasza (Saliby), został 7 czerwca 2017 r. wybrany ordynariuszem metropolii Hamy. Ingres miał miejsce w dniach 15–16 czerwca 2017 r. w soborze św. Jerzego w Hamie, głównej świątyni metropolii.